# Sophie von Kühn

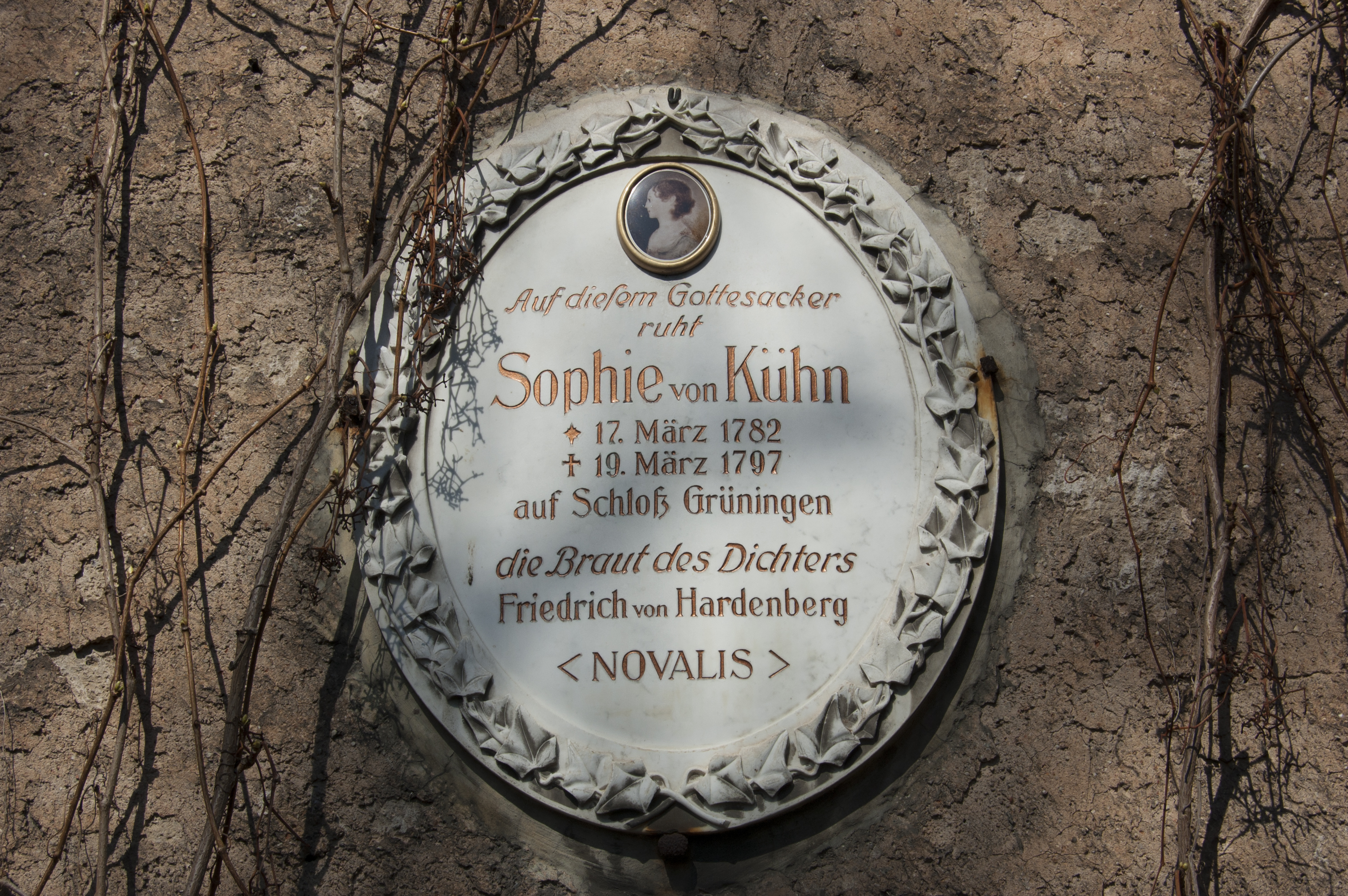
Minnesplakett över Sophie von Kühn vid bykyrkan i Grüningen.

Christiane Wilhelmine Sophie von Kühn, född 17 mars 1782 i Grüningen, Greußen, död 19 mars 1797 på Schloss Grüningen, var en tysk adelskvinna som var poeten och filosofen Novalis fästmö.
Sophie von Kühn avled i lungtuberkulos, 15 år gammal. Åt Sophie von Kuhn skrev Novalis Hymner till natten.